# ヒューゴ・エルトマン
ヒューゴ・ヴィルヘルム・トラウゴット・エルトマン（Hugo Wilhelm Traugott Erdmann、1862年5月8日 - 1910年6月25日）は、ドイツの化学者である。博士課程指導教員のヤコブ・ボルハルトと共に発見したボルハルト＝エルトマン環化で知られる。また、1898年に「貴ガス」(noble gas)という用語を作った（元の言葉はドイツ語のEdelgasである）。
1908年、エルトマンは液体硫黄の大部分がS3分子で占められているという仮説を立て、その分子にチオゾン(thiozone)という名前をつけた。
ヴィルヘルム・ルドルフ・フィッティッヒと共同で、イソクロトン酸のγ-フェニル構造異性体を脱水すると1-ナフトールを形成することを発見した。これはナフタレンの性質を理解する上で重要である。

## 著書
- Hugo Erdmann (2009-01-31). Introduction to Chemical Preparations. BiblioLife. ISBN 978-0-559-91368-6 2019年10月3日閲覧。